# Сона Ван
Сона Ван (вірм. Սոնա Վան; нар. 8 лютого 1952, Єреван, Вірменія) — вірменська поетеса, публіцистка, лікарка. Авторка шести поетичних збірок, перекладених більше ніж десятьма мовами.

## Біографія
Народилася в Єревані, в родині відомого вірменського фізика. У 1975 році закінчила Єреванський медичний університет. У 1978 році емігрувала до Каліфорнії.За фахом — лікар-психолог.
У 1996—1997 роках була видавцем і редактором лос-анджелеського літературно-культурного журналу «Хай буде світло» (вірм. «Եղիցի լույս»).
У 2006 році Сона Ван заснувала в Єревані літературно-мистецький журнал «Нарцис», а з 2013 року є його головним редактором.
Творчість Сони Ван відзначена багатьма нагородами, зокрема Золотою медаллю міністерств діаспори та культури Вірменії, пам'ятною медаллю кінофестивалю «Золотий абрикос», премією Каліфорнійської торгової палати — «Жінка у літературі–2013» тощо.
У 2013 році за вагомий внесок у справу збереження вірменської національної пам'яті та ідентичності Сона Ван була удостоєна однієї з найпрестижніших нагород Вірменії — медалі «Мовсес Хоренаці».
У 2016 році поетесса відвідала «Книжковий Арсенал» у Києві, де презентувала збірку віршів «Лібрето для пустелі», що вийшла в українському перекладі у «Видавництві Старого Лева».

## Твори
- Փշրանքներ — «Крихти», 1996
- Ես անուն չունեմ — «У мене немає імені», 2003
- Ես ձայն եմ լսում — «Я чую голос», 2006
- «Вибране», 2009
- Չառա անունով թռչունը — «Я б назвала птаха», 2011
- Չընդհատված Շահրեզադե — «Безперервна Шехерезада», 2015
- Լիբրետո անապատի համար — «Лібрето для пустелі», 2015
- Параллельные бессонницы — «Паралельні безсоння», 2010
- Театр одной птицы, — «Театр одного птаха», 2015
- Libretto for the desert — «Лібрето для пустелі», 2015
- «Лібрето для пустелі», 2016

## Українські переклади
- Ван, С. Вибране [Текст] / Сона Ван ; пер. з вірм. Анушавана Месропяна. — Львів : Срібне слово, 2009. — 64 с.
- Ван, С. Лібрето для пустелі [Текст] / Сона Ван ; пер. з вірм. Анушавана Месропяна. — Львів : Видавництво Старого Лева, 2016. — 176 с. — (Серія «Поезія»). — ISBN 978-617-679-287-1.